# NGC 3195
NGC 3195 ist ein planetarischer Nebel im Sternbild Chamäleon. 
NGC 3195 wurde am 24. Februar 1835 von dem britischen Astronomen John Herschel entdeckt.